# Liste des voyages présidentiels d'Ilham Aliyev

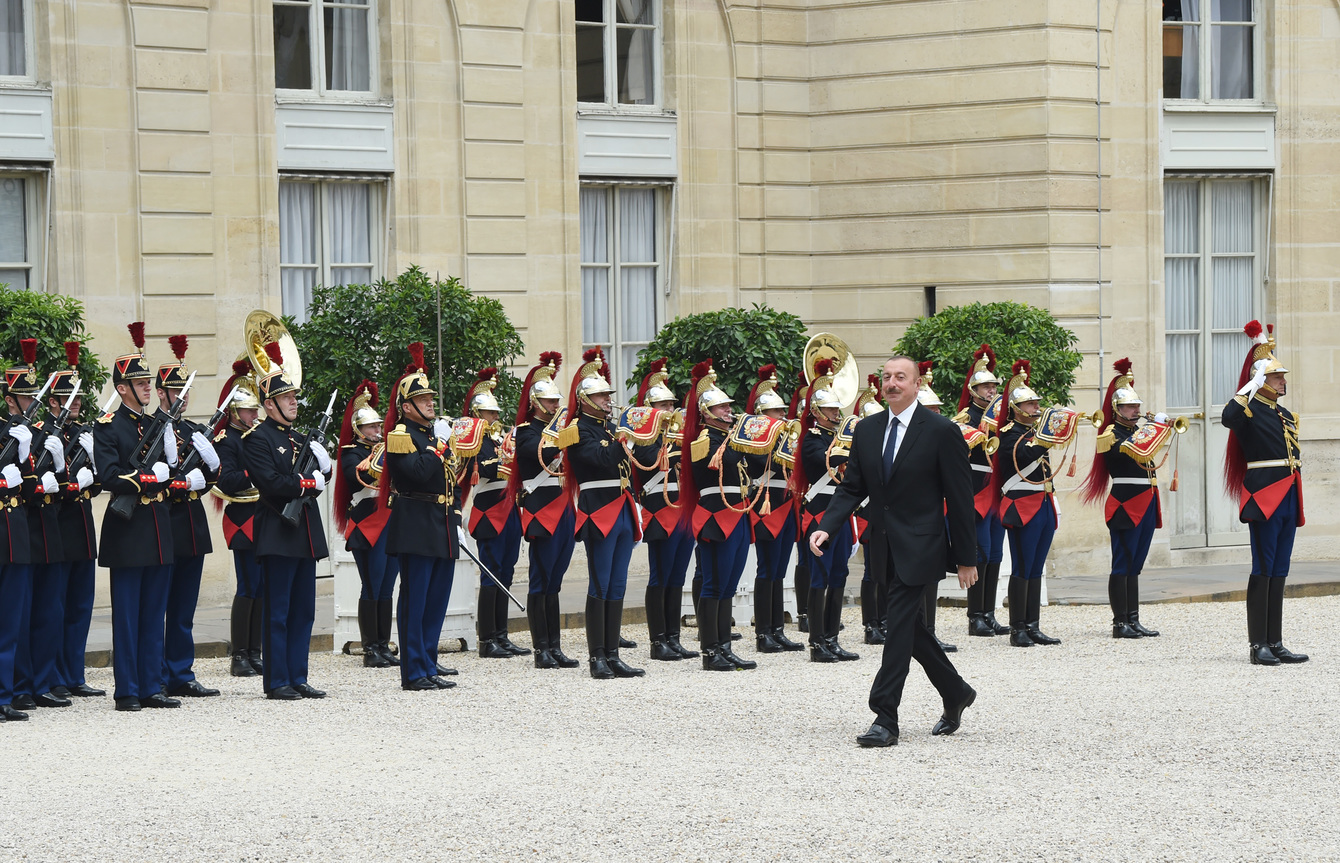
Ilham Aliyev et Emmanuel Macron

Cet article est constitué de la liste des voyages officiels et professionnels internationaux effectués par Ilham Aliyev au cours de sa présidence.

## Voyages pendant le premier mandat présidentiel  (2003-2008)
| Date           | Pays                                                         | Ville             | Détails |
| Janvier 2004   | France                                                       | Paris             | Signature d'accords sur la défense civile, l'aéronautique, la coopération scientifique, le tourisme, etc. entre l'Azerbaïdjan et la France.                                                                                            |
| Février 2004   | Russie                                                       | Moscou            | Développement de la coopération dans toutes les directions. |
| Mars 2004      | Ouzbékistan                                                  | Tachkent          | Signature de 8 accords dans le domaine de l'économie, des transports, de la coopération militaire. |
| Mars 2004      | Kazakhstan                                                   | Astana            | Discussion du projet d'oléoduc Bakou-Tbilissi-Ceyhan. |
| Mars 2004      | Slovénie                                                     | Bratislave        | Développement de la coopération bilatérale entre l'Union européenne et l'Azerbaïdjan. |
| Avril 2004     | Turquie                                                      | Ankara            | L'ouverture d'un parc près d'Ankara, à Batikent, défait à la mémoire de Heydar Aliyev. Signature de protocoles sur la coopération dans les domaines de l'aviation civile et de la culture et d'autres documents.                       |
| Avril 2004     | Pologne                                                      | Varsovie          | Sommet économique européen. |
| Avril 2004     | France                                                       | Strasbourg        | session de l'APCE |
| Mai 2004       | Belgique                                                     | Bruxelles         | Développement de la coopération bilatérale entre l'UE et l'Azerbaïdjan. |
| Juin 2004      | Turquie                                                      | Istanbul          | 17e sommet de l'OTAN[réf. nécessaire]. |
| Juin 2004      | Ukraine                                                      | Kiev              | Développement des relations bilatérales entre les pays. |
| Juin 2004      | Géorgie                                                      | Tbilissi          | Signature de documents azerbaïdjanais-géorgiens. |
| Juillet 2004   | Russie                                                       | Moscou            | Développement des relations bilatérales entre les pays. |
| Août 2004      | Allemagne                                                    | Berlin            | Développement des relations bilatérales entre les pays. |
| Août 2004      | Grèce                                                        | Athènes           | Jeux olympiques d'été de 2004 |
| Septembre 2004 | France                                                       | Paris             | Développement des relations bilatérales entre les pays. |
| Septembre 2004 | Kazakhstan                                                   | Astana            | Rencontre avec les Présidents de Russie et d'Arménie. |
| Septembre 2004 | États-Unis                                                   | New-York          | 59e session de l'Assemblée générale des Nations unies. |
| Octobre 2004   | Roumanie                                                     | Bucarest          | Signature de documents azerbaïdjanais-roumain. |
| Octobre 2004   | Russie                                                       | Moscou            | Rencontre avec le président de la Russie. |
| Octobre 2004   | Ukraine                                                      | Kiev              | Défilé de la Victoire à l'occasion du 60e anniversaire de la libération de l'Ukraine du fascisme. |
| Novembre 2004  | Qatar                                                        | Doha              | Signature des documents Azerbaïdjan-Qatar. |
| Décembre 2004  | Royaume-Uni                                                  | Londres           | Conférence sur le commerce et les investissements en Azerbaïdjan. |
| Janvier 2005   | Iran                                                         | Tabriz            | Signature de 10 documents. |
| Février 2005   | Russie                                                       | Moscou            | Rencontre avec le président de la Russie et ouverture de l'année de l'Azerbaïdjan en Russie |
| Février 2005   | Italie                                                       | Rome              | Forum d'affaires azerbaïdjanais-italien |
| Mars 2005      | Arabie saoudite                                              | Riyad             | Développement des relations bilatérales entre les pays. |
| Mars 2005      | Chine                                                        | Pékin             | Signature de documents couvrant les sphères politiques, juridiques, économiques et culturelles. |
| Mars 2005      | Pologne                                                      | Varsovie          | Prise en compte des relations politiques, économiques et humanitaires, ainsi que du développement des relations au sein des structures internationales.                                                                                |
| Avril 2005     | Vatican                                                      |                   | Funérailles du pape Jean-Paul II |
| Avril 2005     | Pakistan                                                     | Islamabad         | Développement des relations bilatérales entre les pays. |
| Avril 2005     | Moldavie                                                     | Chișinău          | Développement des relations bilatérales entre les pays. |
| Mai 2005       | Russie                                                       | Moscou            | Le défilé sur la Place Rouge à l'occasion du Jour de la Victoire, à l'occasion du 60e anniversaire de la fin de la Grande Guerre patriotique.                                                                                          |
| Mai 2005       | Pologne                                                      | Varsovie          | Réunion des chefs d'État d'Europe. |
| Juin 2005      | Croatie                                                      | Zagreb            | Signature de documents azerbaïdjanais-croates. |
| Juin 2005      | Russie                                                       | Saint-Pétersbourg | Forum économique international de Pétersbourg |
| Juin 2005      | Ukraine                                                      | Kiev              | Forum international de l'investissement |
| Août 2005      | Au sujet de la fédération de Russie, République du Tatarstan | Kazan             | Réunion des chefs d'État de la CEI |
| Septembre 2005 | Bulgarie                                                     | Sofia             | Signature de la déclaration commune des présidents. |
| Octobre 2005   | Géorgie                                                      |                   | Lancement de la partie géorgienne de l'oléoduc Bakou-Tbilissi-Ceyhan. |
| Décembre 2005  | Arabie saoudite                                              | Mecque            | Sommet de l'Organisation de la coopération islamique> |
| Février 2006   | France                                                       | Rambouillet       | Rencontre avec le Président de l'Arménie et le Groupe de Minsk de l'OSCE. |
| Mars 2006      | Japan                                                        | Tokyo             | Signature de documents azerbaïdjanais-japonais. |
| Mars 2006      | France                                                       | Rambouillet       | L'Assemblée parlementaire de l'OTAN. |
| Avril 2006     | États-Unis                                                   | Washington        | Discussion sur les questions de démocratie, d'énergie et de coopération dans le Caucase, ainsi que sur les questions de sécurité. |
| Mai 2006       | Ukraine                                                      | Kiev              | Session de GUAM. |
| Mai 2006       | France                                                       | Paris             | Assemblée parlementaire de l'OTAN. |
| Juin 2006      | Roumanie                                                     | Bucarest          | Développement des relations bilatérales entre les pays. |
| Juin 2006      | Kazakhstan                                                   | Astana            | Signature de l'accord sur la facilitation et le soutien du transport du pétrole du Kazakhstan à travers la mer Caspienne et le territoire de l'Azerbaïdjan vers les marchés internationaux à travers le système Bakou-Tbilissi-Ceyhan. |
| Juillet 2006   | Turquie                                                      | Ceyhan            | Ouverture de l'oléoduc Bakou-Tbilissi-Ceyhan. |
| Juillet 2006   | Russie                                                       | Moscou            | Réunion des chefs d'État de la CEI. |
| Août 2006      | Slovénie                                                     | Ljubljana         | Échange de vues sur l'état actuel et les perspectives des relations économiques bilatérales entre les pays. |
| Septembre 2006 | Turquie                                                      | Istanbul          | Développement des relations bilatérales entre les pays. |
| Septembre 2006 | Allemagne                                                    | Berlin            | Participation au Forum International Bertelsmann-2006. |
| Septembre 2006 | Turquie                                                      | Antalya           | Rencontre des chefs d'État turcophones. |
| Octobre 2006   | Lettonie                                                     | Riga              | Discussion sur la coopération dans le cadre des organisations internationales, interaction dans le domaine de l'intégration dans les structures euro-atlantiques.                                                                      |
| Octobre 2006   | Biélorussie                                                  | Minsk             | Discussion sur les perspectives de relations politiques et économiques entre les deux États. La signature d'un paquet de 10 documents.                                                                                                 |
| Novembre 2006  | Russie                                                       | Moscou            | Développement des relations bilatérales entre les pays. |
| Novembre 2006  | Belgique                                                     | Bruxelles         | Signature avec l'Europe d'un mémorandum dans le secteur de l'énergie. |
| Novembre 2006  | Émirats arabes unis                                          | Abu Dhabi         | Forum des affaires Azerbaïdjan-Emirats |
| Novembre 2006  | Biélorussie                                                  | Minsk             | Rencontre avec les Présidents de Biélorussie et d'Ukraine. |
| Janvier 2007   | France                                                       | Lille             | Signature du Mémorandum et 7 accords bilatéraux. |
| Janvier 2007   | Suisse                                                       | Davos             | Forum économique mondial |
| Février 2007   | Georgie                                                      | Tbilissi          | Ouverture solennelle de l'avenue Heydar Aliyev. |
| Février 2007   | Allemagne                                                    | Berlin            | Négociations et discussions de divers sujets. |
| Février 2007   | Allemagne                                                    | Bonn              | Rencontre avec la chancelière Angela Merkel. |
| Mars 2007      | Tadjikistan                                                  | Douchanbé         | Signature d'accords sur l'amitié et la coopération. |
| Mars 2007      | Russie                                                       | Moscou            | 80e anniversaire de Mstislav Rostropovitch |
| Avril 2007     | Russie                                                       | Moscou            | Les funérailles de Mstislav Rostropovitch |
| Avril 2007     | Corée du Sud                                                 | Seoul             | Signature de plus de 40 documents, qui ont établi une base juridique pour le développement des relations politiques, économiques, culturelles, humanitaires.                                                                           |
| Mai 2007       | Georgie                                                      | Tbilisi           | Ouverture du buste de Heydar Aliyev |
| Mai 2007       | Égypte                                                       | Caire             | Signature de documents azerbaïdjanais-égyptiens. |
| Mai 2007       | Pologne                                                      | Cracovie          | Sommet international de l'énergie. |
| Juin 2007      | Russie                                                       | Saint-Pétersbourg | Réunion des chefs d'État de la CEI |
| Juin 2007      | Turquie                                                      | Istanbul          | Conférence sur la sécurité énergétique. |
| Juin 2007      | Russie                                                       | Rostov sur le Don | Rencontre avec le président de la Russie. |
| Juillet 2007   | Jordanie                                                     | Amman             | Signature de 15 accords de coopération. |
| Août 2007      | Kazakhstan                                                   | Astana            | Signature de la déclaration commune sur la coopération dans les domaines du commerce et de la télévision. |
| Septembre 2007 | Lettonie                                                     | Vilnius           | Conférence de Vilnius sur la sécurité énergétique 2007. |
| Septembre 2007 | Roumanie                                                     | Bucarest          | Ouverture du parc en l'honneur de Heydar Aliyev. |
| Octobre 2007   | Tadjikistan                                                  | Douchanbé         | Réunion des chefs d'État de la CEI |
| Octobre 2007   | Lettonie                                                     | Vilnius           | Sommet de l'énergie |
| Octobre 2007   | Iran                                                         | Téhéran           | Développement des relations bilatérales entre les pays. |
| Novembre 2007  | Turquie                                                      |                   | Ouverture de l'oléoduc Turquie-Grèce |
| Novembre 2007  | France                                                       | Paris             | Développement des relations bilatérales entre les pays. |
| Novembre 2007  | Georgie                                                      | Tbilissi          | Signature de l'accord sur la construction du chemin de fer Bakou-Tbilissi-Kars. |
| Janvier 2008   | Suisse                                                       | Davos             | Forum économique mondial. |
| Février 2008   | Russie                                                       | Moscou            | Réunion des chefs d'État de la CEI. |
| Février 2008   | Pologne                                                      | Varsovie          | Signature de documents sur la coopération entre les pays. |
| Mars 2008      | Maroc                                                        | Rabat             | Signature d'accords de coopération dans le domaine de la culture et du tourisme. |
| Avril 2008     | Roumanie                                                     | Bucarest          | Sommet de l'OTAN. |
| Mai 2008       | Ukraine                                                      | Kiev              | Énergie, coopération militaro-technique et humanitaire. |
| Mai 2008       | Finlande                                                     | Helsinki          | Développement des relations entre l'Azerbaïdjan et la Finlande, également avec l'Union européenne. |
| Juin 2008      | Russie                                                       | Saint-Pétersbourg | Sommet des chefs d'État de la CEI. |
| Juin 2008      | Kazakhstan                                                   | Astana            | Sommet des chefs d'État de la CEI. |
| Juin 2008      | Géorgie                                                      | Batoumi           | Sommet du GUAM. |
| Août 2008      | Chine                                                        | Pékin             | Ouverture des Journées d'Azerbaïdjan à Pékin pendant les 29èmes Jeux olympiques d'été. |
| Septembre 2008 | Russie                                                       | Moscou            | Rencontre avec le président de la Russie |

## Deuxième terme présidentiel
Voyages pendant le second mandat présidentiel (2008-2013)
| Date           | Pays                                                      | Ville         | Détails |
| Novembre 2008  | Turquie                                                   | Ankara        | Discours à la Grande Assemblée nationale de Turquie, a participé à l'ouverture de la rue Heydar Aliyev à Batikent, a fait connaissance avec le parc Heydar Aliyev et l'école primaire Heydar Aliyev. |
| Novembre 2008  | Russie                                                    | Moscou        | Rencontre avec les Présidents de Russie et d'Arménie. |
| Novembre 2008  | Italie                                                    | Rome          | Discussion sur les perspectives de coopération entre l'Italie et l'Azerbaïdjan. |
| Novembre 2008  | Turkménistan                                              | Achgabat      | Sommet turkmène-azerbaïdjanais-turc. |
| Janvier 2009   | Hongrie                                                   | Budapest      | |
| Janvier 2009   | Suisse                                                    | Zurich        | Rencontre avec le président de l'Arménie. |
| Février 2009   | Kowait                                                    | Kowait        | Expansion de la coopération. |
| Février 2009   | Grèce                                                     | Athènes       | Développement des sphères politiques, économiques et énergétiques entre les pays. |
| Mars 2009      | Iran                                                      | Téhéran       | Signature de 7 accords intergouvernementaux. |
| Avril 2009     | Russie                                                    | Moscou        | La discussion des relations bilatérales dans les domaines économique, énergétique, culturel et humanitaire.                                                                                          |
| Avril 2009     | Belgique                                                  | Bruxelles     | Rencontre avec le secrétaire général de l'OTAN. |
| Mai 2009       | République Tchèque                                        | Prague        | |
| Juin 2009      | Russie                                                    | St.Petersburg | Rencontre avec les Présidents de Russie et d'Arménie. |
| Juillet 2009   | Royaume-Uni                                               | Londres       | Développement des relations bilatérales entre les pays. |
| Juillet 2009   | Russie                                                    | Moscou        | Rencontre avec les Présidents de Russie et d'Arménie. |
| Septembre 2009 | Kazakhstan                                                | Astana        | Discussion sur la coopération dans le secteur pétrolier et gazier. |
| Septembre 2009 | Roumanie                                                  | Bucarest      | Coopération entre les pays dans le domaine de l'économie et de l'énergie. |
| Octobre 2009   | Moldovie                                                  | Chișinău      | Réunion du Conseil des chefs d'État de la CEI. |
| Octobre 2009   | Jordanie                                                  | Amman         | Développement des relations bilatérales dans différentes directions. |
| Octobre 2009   | Suisse                                                    | Berne         | L'ouverture des Journées de la culture azerbaïdjanaise. |
| Novembre 2009  | Bulgarie                                                  | Sofia         | Signature de documents azerbaïdjanais-bulgares. |
| Novembre 2009  | Allemagne                                                 | Munich        | Développement des relations bilatérales entre les pays. |
| Novembre 2009  | Bélarus                                                   | Minsk         | Signature de déclarations communes. |
| Novembre 2009  | Russie                                                    | Ulyanovsk     | Ouverture de la place Heydar Aliyev, également discussion des questions de coopération. |
| Décembre 2009  | France                                                    | Paris         | Rencontre avec Jean-François Cirelli, vice-président et directeur général des opérations de GDF SUEZ.                                                                                                |
| Janvier 2010   | Russie                                                    | Sotchi        | Rencontre avec les Présidents de Russie et d'Arménie. |
| Janvier 2010   | Suisse                                                    | Davos         | Développement des sphères économique et énergétique, coopération au sein du projet Nabucco. |
| Février 2010   | Allemagne                                                 | Berlin        | Rencontre avec Angela Merkel. |
| Avril 2010     | Estonie                                                   | Tallinn       | Développement des relations bilatérales dans différentes directions. |
| Mai 2010       | Russie                                                    | Moscou        | Le défilé sur la Place Rouge à l'occasion du Jour de la Victoire, à l'occasion du 65e anniversaire de la fin de la Grande Guerre Patriotique.                                                        |
| Juin 2010      | Russie                                                    | St.Petersburg | Rencontre avec les Présidents de la Russie et de l'Arménie et le Groupe de Minsk de l'OSCE. |
| Juin 2010      | Turquie                                                   | Ankara        | Signer des accords dans le domaine de l'énergie. |
| Juillet 2010   | Ukraine                                                   | Yalta         | Réunion du Conseil des chefs d'État de la CEI. |
| Juillet 2010   | Géorgie                                                   | Tbilissi      | Le développement des relations bilatérales et une commission intergouvernementale. |
| Septembre 2010 | Turquie                                                   | Istanbul      | Sommet des chefs de pays turcophones. |
| Septembre 2010 | États-Unis                                                | New York      | La 65e session de l'Assemblée générale des Nations unies, discussion des problèmes régionaux et internationaux avec Barack Obama.                                                                    |
| Septembre 2010 | Ouzbékistan                                               | Tachkent      | Ouverture d'un centre culturel nommé d'après Heydar Aliyev. |
| Octobre 2010   | Russie                                                    | Astrakhan     | Rencontre avec les Présidents de Russie et d'Arménie. |
| Octobre 2010   | Ukraine                                                   | Kiev          | Développement de l'industrie énergétique. |
| Novembre 2010  | Portugal                                                  | Lisbonne      | Sommet de l'OTAN |
| Décembre 2010  | Kazakhstan                                                | Astana        | Sommet de l'OSCE |
| Décembre 2010  | Russie                                                    | Moscou        | Réunion du Conseil des chefs d'État. |
| Décembre 2010  | Turquie                                                   | Istanbul      | XIe Sommet de l'Organisation de coopération économique. |
| Janvier 2011   | Lettonie                                                  | Riga          | Forum d'affaires Azerbaïdjan-Lettonie. |
| Janvier 2011   | Suisse                                                    | Davos         | Forum économique mondial annuel. |
| Juin 2011      | Italie                                                    | Rome          | Une cérémonie festive dédiée au 150e anniversaire de l'unification de l'Italie et de la fête de la République.                                                                                       |
| Juin 2011      | Serbie                                                    | Belgrade      | Ouverture de l'ambassade d'Azerbaïdjan en Serbie, signature de documents azerbaïdjanais-serbes. |
| Juin 2011      | Slovénie                                                  | Ljubljana     | Forum d'affaires azerbaïdjanais-slovène. |
| Juin 2011      | Belgique                                                  | Bruxelles     | Coopération entre l'Azerbaïdjan et l'Union européenne, ouverture du Forum de Crans Montana. |
| Juin 2011      | Objet de la fédération de Russie, république de Tatarstan | Kazan         | Rencontre avec les présidents de Russie et d'Arménie. |
| Août 2011      | Russie                                                    | Sochi         | Rencontre avec le président de la fédération de Russie. |
| Septembre 2011 | Pologne                                                   | Varsovie      | Participation au sommet Partenariat oriental de l'Union européenne. |
| Octobre 2011   | Kazakhstan                                                | Almaty        | Participation au premier sommet du Conseil de coopération des États turcophones. |
| Octobre 2011   | Turquie                                                   | Izmir         | L'ouverture de l'usine AYPE-T, la pose des fondations du Lycée d'Enseignement Professionnel Heydar Aliyev et de la Raffinerie Petkim Petroleum.                                                      |
| Décembre 2011  | Russie                                                    | Moscou        | Réunion du Conseil des chefs d'État de la CEI. |
| Janvier 2012   | Russie                                                    | Sotchi        | Rencontre avec les Présidents de Russie et d'Arménie. |
| Janvier 2012   | Suisse                                                    | Davos         | Forum économique mondial annuel. |
| Février 2012   | Allemagne                                                 | Munich        | 48e conférence de Munich sur la sécurité. |
| Mars 2012      | Corée                                                     | Séoul         | Sommet de Séoul sur la sécurité nucléaire. |
| Avril 2012     | République Tchèque                                        | Prague        | Signature de documents azerbaïdjanais-tchèque. |
| Mai 2012       | États-Unis                                                | New York      | 20e anniversaire de l'adhésion de l'Azerbaïdjan aux Nations unies et la réunion du Conseil de sécurité de l'ONU.                                                                                     |
| Mai 2012       | Russie                                                    |               | Réunion du Conseil des chefs d'État de la CEI |
| Mai 2012       | États-Unis                                                | Chicago       | Sommet de l'OTAN |
| Juin 2012      | Turquie                                                   | Istanbul      | Participation à un sommet à l'occasion du 20e anniversaire de l'Organisation de coopération économique de la mer Noire                                                                               |
| Juillet 2012   | Royaume-Uni                                               | Londres       | Ouverture de la cérémonie de la "Journée de l'Azerbaïdjan" lors des 30èmes Jeux d'été à Londres |
| Septembre 2012 | France                                                    | Paris         | Ouverture du Centre de la culture azerbaïdjanaise à Paris, également développement des affaires et de la culture                                                                                     |
| Novembre 2012  | Singapour                                                 | Singapoure    | Développement des relations entre les pays. |
| Janvier 2013   | Suisse                                                    | Davos         | Forum économique mondial annuel |
| Mars 2013      | Croatie                                                   | Zagreb        | Signer une déclaration de partenariat et d'amitié. |
| Mars 2013      | Monténégro                                                | Podgorica     | Signature de documents bilatéraux. |
| Mai 2013       | Belgique                                                  | Bruxelles     | Développement des relations avec le Conseil européen. |
| Juin 2013      | Australie                                                 | Vienne        | Forum d'affaires Austro-Azerbaïdjan, également des réunions avec des directeurs de l'ONU dans divers domaines.                                                                                       |

## Troisième mandat présidentiel
Voyages pendant le troisième mandat présidentiel (2013-2018)
| Date           | Pays                 | Ville          | Détails |
| Octobre 2013   | Biélorussie          | Minsk          | Réunion du Conseil des Chefs d'État de la CEI. |
| Novembre 2013  | Turquie              | Ankara         | Signature de documents intergouvernementaux. |
| Novembre 2013  | Autriche             | Vienne         | Rencontre avec les Présidents de l'Autriche et de l'Arménie. |
| Novembre 2013  | Ukraine              | Kiev           | Signature de documents azerbaïdjanais-ukrainiens. |
| Novembre 2013  | Lituanie             | Vilnius        | 3e Sommet du partenariat oriental de l'Union européenne |
| Janvier 2014   | Suisse               | Davos          | Forum économique mondial annuel |
| Février 2014   | Russie               | Sotchi         | La cérémonie d'ouverture des XXIIes Jeux Olympiques d'hiver |
| Avril 2014     | Iran                 | Téhéran        | Signature de documents azerbaïdjanais-iraniens |
| Avril 2014     | République Tchèque   | Prague         | Le sommet du programme Partenariat oriental de l'UE |
| Mai 2014       | Géorgie              | Tbilissi       | Sommet des Présidents d'Azerbaïdjan, de Turquie et de Géorgie. |
| Mai 2014       | Viêt Nam             | Hanoi          | Signature de documents azerbaïdjanais-vietnamiens |
| Mai 2014       | Chine                | Shanghai       | 4e Sommet de la Conférence sur les mesures d'interaction et de confiance en Asie. |
| Juin 2014      | Turquie              | Bodrum         | Quatrième sommet du Conseil de coopération des États de langue turcique |
| Juin 2014      | Grèce                | Athènes        | Signature de documents azerbaïdjanais-grecs. |
| Juin 2014      | France               | Strasbourg     | Assemblée parlementaire du Conseil de l'Europe. |
| Juillet 2014   | Italie               | Rome           | Signature de documents azerbaïdjanais-italien |
| Août 2014      | Russie               | Sotchi         | Rencontre avec les Présidents de Russie et d'Arménie |
| Septembre 2014 | Royaume-Uni          | Pays de Galles | Sommet de l'OTAN |
| Septembre 2014 | Russie               | Astrakhan      | 4e sommet des chefs d'État des états riverains de la Caspienne |
| Octobre 2014   | Biélorussie          | Minsk          | Réunion du Conseil des chefs d'État de la CEI |
| Octobre 2014   | Tadjikistan          | Douchanbé      | Signature des documents azerbaïdjanais-tadjik |
| Octobre 2014   | France               | Paris          | Rencontre avec le président de la France |
| Novembre 2014  | Hongrie              | Budapest       | Signature des documents Azerbaïdjan-Hongrie |
| Janvier 2015   | Allemagne            | Berlin         | Forum Azerbaïdjanais-Allemand |
| Février 2015   | Allemagne            | Munich         | 51e conférence de Munich sur la sécurité |
| Mars 2015      | Turquie              | Kars           | Ligne de gaz trans-anatolienne |
| Avril 2015     | Turquie              | Chanakkale     | 100e anniversaire de la victoire de Chanakkale |
| Avril 2015     | Arabie Saoudite      | Riyadh         | Développement des relations bilatérales dans diverses directions. |
| Juillet 2015   | Italie               | Milano         | Journée nationale organisée au pavillon de l'Azerbaïdjan à l'exposition internationale Expo Milano 2015 |
| Septembre 2015 | Kazakhstan           | Astana         | 5e Sommet du Conseil de coopération des États turcophones |
| Octobre 2015   | Kazakhstan           | Burabay        | Séance du Conseil des chefs d'État de la CEI |
| Novembre 2015  | Géorgie              | Tbilissi       | Renforcement des relations entre les pays |
| Novembre 2015  | Turquie              | Antalya        | Discours lors des discussions sur la lutte contre le terrorisme et la crise migratoire lors d'un dîner de travail dans le cadre du Sommet du G20. |
| Novembre 2015  | France               | Paris          | 38e session de la Conférence générale de l'UNESCO |
| Novembre 2015  | Biélorussie          | Minsk          | Signature de documents azerbaïdjanais-biélorusse |
| Décembre 2015  | Chine                | Xian           | Signature de documents azerbaïdjanais-chinois |
| Janvier 2016   | Suisse               | Davos          | Forum économique mondial annuel |
| Février 2016   | Émirats arabes unis  | Abu Dhabi      | Signature de documents azerbaïdjanais-EAU |
| Février 2016   | Royaume-Uni          | Londres        | Soutenir la conférence sur la Syrie et la région |
| Février 2016   | Allemagne            | Munich         | Conférence de Munich sur la sécurité |
| Février 2016   | Iran                 | Téhéran        | Signature de documents azerbaïdjanais-iraniens |
| Mars 2016      | Turquie              | Ankara         | Signature de documents azerbaïdjanais-turc |
| Avril 2016     | États-Unis           | Washington     | 4e Sommet sur la sécurité nucléaire |
| Avril 2016     | Turquie              | Istanbul       | 13e Sommet de l'Organisation de la Coopération Islamique |
| Mai 2016       | Autriche             | Vienne         | Rencontre avec le secrétaire d'État américain John Kerry, le ministre russe des Affaires étrangères Sergueï Lavrov, le ministre français des Affaires européennes Harlem Désir, le président d'Arménie Serge Sarkissian, les coprésidents du groupe de Minsk de l'OSCE et le représentant spécial de l'OSCE. |
| Mai 2016       | Turquie              | Istanbul       | Sommet humanitaire mondial |
| Juin 2016      | Allemagne            | Berlin         | Forum économique azerbaïdjanais-allemand. |
| Juin 2016      | Russie               | St.Petersburg  | Rencontre avec les Présidents de Russie et d'Arménie. |
| Juillet 2016   | Pologne              | Varsovie       | Sommet de l'OTAN |
| Septembre 2016 | Kyrgyzstan           | Bichkek        | Réunion du Conseil des chefs d'État de la CEI |
| Octobre 2016   | Turquie              | Istanbul       | 23e Congrès mondial de l'énergie |
| Février 2017   | Belgique             | Brussels       | Développement des relations avec l'Union européenne |
| Février 2017   | Allemagne            | Munich         | Conférence de Munich sur la sécurité |
| Février 2017   | Qatar                | Doha           | Signature du document azerbaïdjanais-qatarien |
| Mars 2017      | Pakistan             | Islamabad      | 13e Sommet de l'Organisation de Coopération Economique |
| Mars 2017      | Iran                 | Téhéran        | Signature de documents azerbaïdjanais-iraniens |
| Mars 2017      | France               | Paris          | Signature de documents azerbaïdjanais-français |
| Mai 2017       | Arabie Saoudite      | Riyadh         | Sommet arabo-islamo-américain |
| Juin 2017      | Pologne              | Varsovie       | Signature des documents azerbaïdjanais-polonais |
| Juillet 2017   | Turquie              | Istanbul       | 22e Congrès Mondial du Pétrole |
| Juillet 2017   | Lettonie             | Riga           | Signature de documents azerbaïdjanais-letton |
| Juillet 2017   | Russie               | Sotchi         | Rencontre avec le président de la Russie |
| Septembre 2017 | Kazakhstan           | Astana         | Premier Sommet sur la Science et la Technologie de l'Organisation de la Coopération Islamique. |
| Septembre 2017 | États-Unis           | New York       | 72e session de l'Assemblée générale des Nations unies et réunion avec le président américain Donald Trump |
| Octobre 2017   | Russie               | Sotchi         | Session du Conseil des chefs d'État de la CEI |
| Octobre 2017   | Confédération Suisse | Geneva         | Rencontre avec le président de l'Arménie |
| Octobre 2017   | Turquie              | Istanbul       | Sommet de D-8 Organisation de coopération économique (en tant qu'invité spécial) |
| Novembre 2017  | Iran                 | Téhéran        | Rencontre avec les présidents de l'Iran et de la Russie |
| Novembre 2017  | Belgique             | Bruxelles      | Réunion du Conseil de l'Atlantique Nord de l'OTAN |
| Décembre 2017  | Turquie              | Istanbul       | Sommet d'urgence de l'OCI sur Jérusalem |
| Décembre 2017  | Russie               | Moscou         | Réunion des chefs d'État de la CEI |
| Janvier 2018   | Suisse               | Davos          | Forum économique mondial |

## Quatrième mandat
Voyages pendant le quatrième mandat présidentiel
| Date           | Pays         | Ville             | Détails                                                                |
| Juillet 2018   | Belgique     | Bruxelles         | Participation à la réunion de l'OTAN "Resolute Support" en Afghanistan |
| Août 2018      | Kazakhstan   | Aktau             | Participation au sommet Caspien                                        |
| Septembre 2018 | Russie       | Sotchi            | Signature de documents entre l'Azerbaïdjan et la Russie                |
| Septembre 2018 | Kirghizistan | Tcholponata       | Rencontre avec le président Sooronbay Jeenbekov                        |
| Septembre 2018 | Croatie      | Zagreb            | Rencontre avec le président.                                           |
| Septembre 2018 | Tadjikistan  | Douchanbé         | Participation à la session du Conseil des chefs d'État de la CEI.      |
| Octobre 2018   | Turquie      | Izmir             | Cérémonie d'ouverture de la raffinerie STAR.                           |
| Novembre 2018  | Biélorussie  | Minsk             | Signature de documents entre l'Azerbaïdjan et la Biélorussie           |
| Novembre 2018  | Turkménistan | Achgabat          | Signature de documents entre l'Azerbaïdjan et le Turkménistan          |
| Décembre 2018  | Russie       | Moscou            | Signature de documents entre l'Azerbaïdjan et la Russie                |
| Janvier 2019   | Suisse       | Davos             | Forum économique mondial                                               |
| Avril 2019     | Chine        | Pékin             | Forum international la Ceinture et la Route                            |
| Mai 2019       | Belgique     | Bruxelles         | Visite de travail                                                      |
| Octobre 2019   | Russie       | Sotchi            | Visite de travail                                                      |
| Octobre 2019   | Turkménistan | Achgabat          | Visite de travail                                                      |
| Décembre 2019  | Russie       | Saint-Pétersbourg | Visite de travail                                                      |
| Janvier 2020   | Suisse       | Davos             | Forum économique mondial annuel                                        |
| Février 2020   | Allemagne    | Munich            | Participation à la conférence de Munich sur la sécurité                |
| Janvier 2021   | Russie       | Moscou            | Visite de travail                                                      |